# Danny Hatcher
Daniel Ian Hatcher (sinh ngày 24 tháng 12 năm 1983) là một cầu thủ bóng đá người Anh thi đấu ở Football League, ở vị trí tiền đạo. Vào tháng 7 năm 2015 Hatcher ký hợp đồng với Brading Town ở Đảo Wight.